# أنتوني غوتييه
أنتوني غوتييه (بالفرنسية: Antony Gautier)‏ هو حكم كرة قدم فرنسي، ولد في 19 نوفمبر 1977 في فرنسا.

## وصلات خارجية
- أنتوني غوتييه على موقع Soccerway.com (الإنجليزية)